# Przeciąganie liny na World Games 1997
Przeciąganie liny na World Games 1997 zostało rozegrane w dniach 16-17 sierpnia. W zawodach do 640 kg mężczyzn tryumfowali Hiszpanie, natomiast w konkurencji do 720 kg mężczyzn zawody wygrali Holendrzy. Przeciąganie liny kobiet było dyscypliną pokazową podczas tej edycji World Games. W finale żeńska reprezentacja Holandii pokonała drużynę Japonii. 

## Medaliści zawodów
| Konkurencja       |           |            |          |
| ----------------- | --------- | ---------- | -------- |
| Mężczyźni –640 kg | Hiszpania | Szwajcaria | Irlandia |
| Mężczyźni –720 kg | Holandia  | Szwecja    | Irlandia |
| Kobiety           | Holandia  | Japonia    | ?        |

## Klasyfikacja medalowa zawodów
| Klasyfikacja medalowa | Klasyfikacja medalowa | Klasyfikacja medalowa | Klasyfikacja medalowa | Klasyfikacja medalowa | Klasyfikacja medalowa |
| --------------------- | --------------------- | --------------------- | --------------------- | --------------------- | --------------------- |
| Miejsce               | Reprezentacja         |                       |                       |                       | Łącznie               |
| 1                     | Holandia              | 2                     | 0                     | 0                     | 2                     |
| 2                     | Hiszpania             | 1                     | 0                     | 0                     | 1                     |
| 3                     | Japonia               | 0                     | 1                     | 0                     | 1                     |
| 3                     | Szwajcaria            | 0                     | 1                     | 0                     | 1                     |
| 3                     | Szwecja               | 0                     | 1                     | 0                     | 1                     |
| 6                     | Irlandia              | 0                     | 0                     | 2                     | 2                     |